# Amintore Fanfani
Amintore Fanfani, (Pieve Santo Stefano, Toscana, 6. veljače 1908. — Rim, 20. studenog 1999.), bio je talijanski političar, premijer Italije, senator i predsjedavajući u senatu 1968. – 1973.

## Životopis
Fanfani je diplomirao ekonomiju 1932. na sveučilištu Università Cattolica i Milano. Napisao je nekoliko važnih djela o ekonomskoj povijesti usmjerenoj na religijski i kapitalistički razvoj tijekom europske renesanse i reformacije. Doktorirao je 1935. na temu Catholicism, Capitalism and Protestantism.
Fanfani je bio jedan od najpoznatijih talijanskih političara poslije Drugog svjetskog rata i središnja figura talijanskog demokršćanstva, čiji je generalni tajnik bio u periodima 1954. – 1959. i 1973. – 1975.
Bio je ministar rada i socijalne sigurnosti u tri navrata 1947. – 1950., ministar poljoprivrede 1951. i ministar unutarnjih poslova 1953. Ministar vanjskih poslova bio je 1965. i 1966. – 1968. 
Dužnost premijera Italije (Presidente del Consiglio dei Ministri) obnašao je 6 puta:
- 18. siječnja 1954. – 8. veljače 1954.
- 1. srpnja 1958. – 15. veljače 1959.
- 26. srpnja 1960. – 21 lipnja 1963. (dvije vlade)
- 1. prosinca 1982. – 4. kolovoza 1983.
- 17. travnja 1987. – 28. srpnja 1987.

Proveo je 1962. apertura alla sinistra – otvaranje ka lijevici – dozvolivši demokršćanima ulazak u koalicijsku vladu s desnim krilom socijalista. Ova suradnja udarila je temelj svim talijanskim vladama sve do Andreottieve vlade 1972., kada su samo građanske stranke osnovale vladu. 
Nikada nije pokušao skriti svoje fašističke kontakte, iako je kasnije priznao svoju pogrešku. 